# David Remnick

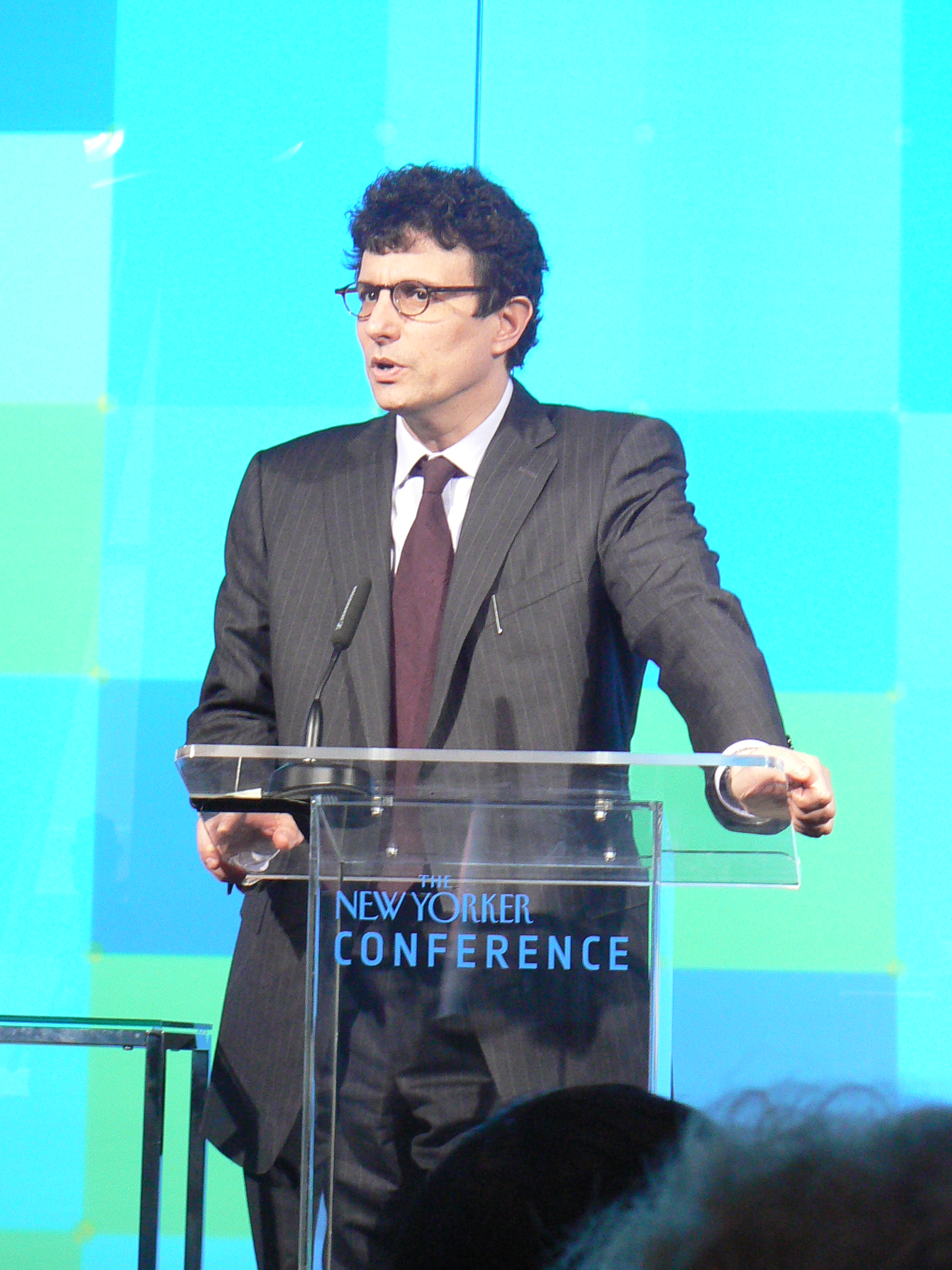

David Remnick (Hackensack (New Jersey), 9 oktober 1958) is een Amerikaanse journalist, schrijver en magazine hoofdredacteur.
Hij won de Pulitzerprijs in 1994 voor zijn boek Lenin's Tomb: The Last Days of the Soviet Empire.
Hij is redacteur van het tijdschrift The New Yorker sinds 1998. Twee jaar later werd hij door  Advertising Age uitgeroepen tot Redacteur van het Jaar. Voor zijn toetreding tot The New Yorker, was Remnick verslaggever en Moskou-correspondent voor The Washington Post. 
Hij was ook lid van de Raad van Curatoren van de New York Public Library.
In 2010 publiceerde hij zijn zesde boek: The Bridge: The Life and Rise of Barack Obama.

## Afkomst en opleiding
Remnick werd geboren in een Joods gezin als zoon van kunstdocente Barbara Seigel en tandarts Edward C. Remnick. Hij groeide op in Hillsdale (New Jersey) in een seculier Joods milieu met - zoals hij zei - "te midden van een overvloed van boeken". Vanaf zijn kindertijd is hij bevriend met de cabaretier Bill Maher.
Remnick volgde zijn middelbare opleiding aan de Pascack Valley High School in Hillsdale.
Hij behaalde een A.B.-graad met summa cum laude in Vergelijkende Literatuur aan de Princeton University.
Daar ontmoette hij John McPhee, die hij hielp met het van de grond krijgen van The Nassau Weekly.
Hij wilde na zijn opleiding romans gaan schrijven, maar vanwege ziekte van zijn ouders moest hij gaan werken.
Omdat hij schrijver wilde worden koos hij voor een loopbaan in de journalistiek en ging hij werken voor The Washington Post.

## Carrière bijThe Washington Post
Remnick begon zijn verslaggeving voor de Post in 1982, kort na zijn afstuderen aan Princeton.
Zijn eerste opdracht was het verslag doen van de United States Football League.
Na zes jaar, in 1988, werd hij de Moskou-correspondent van de krant, die hem voorzag van materiaal voor Lenin's Tomb. In 1993  verkreeg hij de George Polk Award voor het uitblinken in journalistiek.

## Carrière bijThe New Yorker
Remnick werd stafredacteur bij The New Yorker in september 1992, na tien jaar gewerkt te hebben voor de The Washington Post.
Remnicks New Yorker-artikel "Kid Dynamite Blows Up" in 1997 over bokser Mike Tyson, werd genomineerd  voor een National Magazine Award. In juli 1998 werd hij hoofdredacteur als opvolger van Tina Brown.
Remnick beval Hendrik Hertzberg, een voormalige speechwriter van Jimmy Carter en redacteur van The New Republic aan om de leidende stukken te schrijven in "Talk of the Town", het openingsdeel van het magazine. In 2005 verdiende Remnick $1 miljoen voor zijn werk als redacteur van het magazine.
In 2003 schreef hij een hoofdartikel in de aanloop naar de Irakese Burgeroorlog stellend dat "een terugkeer naar een hol vervolg van "indammen" de gevaarlijkste van alle opties zal betekenen". In 2004 steunde The New Yorker voor de eerste keer in haar 80-jarige historie een presidentskandidaat, te weten de Democraat John Kerry.
Remnicks biografie van president Barack Obama, The Bridge: The Life and Rise of Barack Obama, werd gelanceerd op 6 april 2010. Het boek brengt honderden interviews met vrienden, collega's, en andere getuigen van  Obama's weg omhoog naar het presidentschap van de Verenigde Staten.
In 2010 steunde Remnick de campagne waarbij werd aangedrongen op de vrijlating van Sakineh Mohammadi Ashtiani, de Iraanse vrouw die tot de doodstraf door steniging was veroordeeld na te zijn beschuldigd van overspel en het aanzetten van haar minnaar tot moord op haar echtgenoot.
Remnick leverde een bijdrage aan de verslaggeving van NBC over de Olympische Winterspelen 2014 in Sotsji (Rusland), inclusief het commentaar bij de openingsceremonie voor NBC News.
Remnick is ook gastheer van The New Yorker Radio Hour, geproduceerd door het lokale radiostation WNYC en The New Yorker.

## Privé
In 1987 trouwde Remnick met journaliste Esther Fein in de Lincoln Square Synagoge in Manhattan. Fein werkte als verslaggeefster bij zowel The New York Times als The Washington Post.
Het paar heeft drie kinderen.
Remnick spreekt vloeiend Russisch.